# Pierre Trudeau

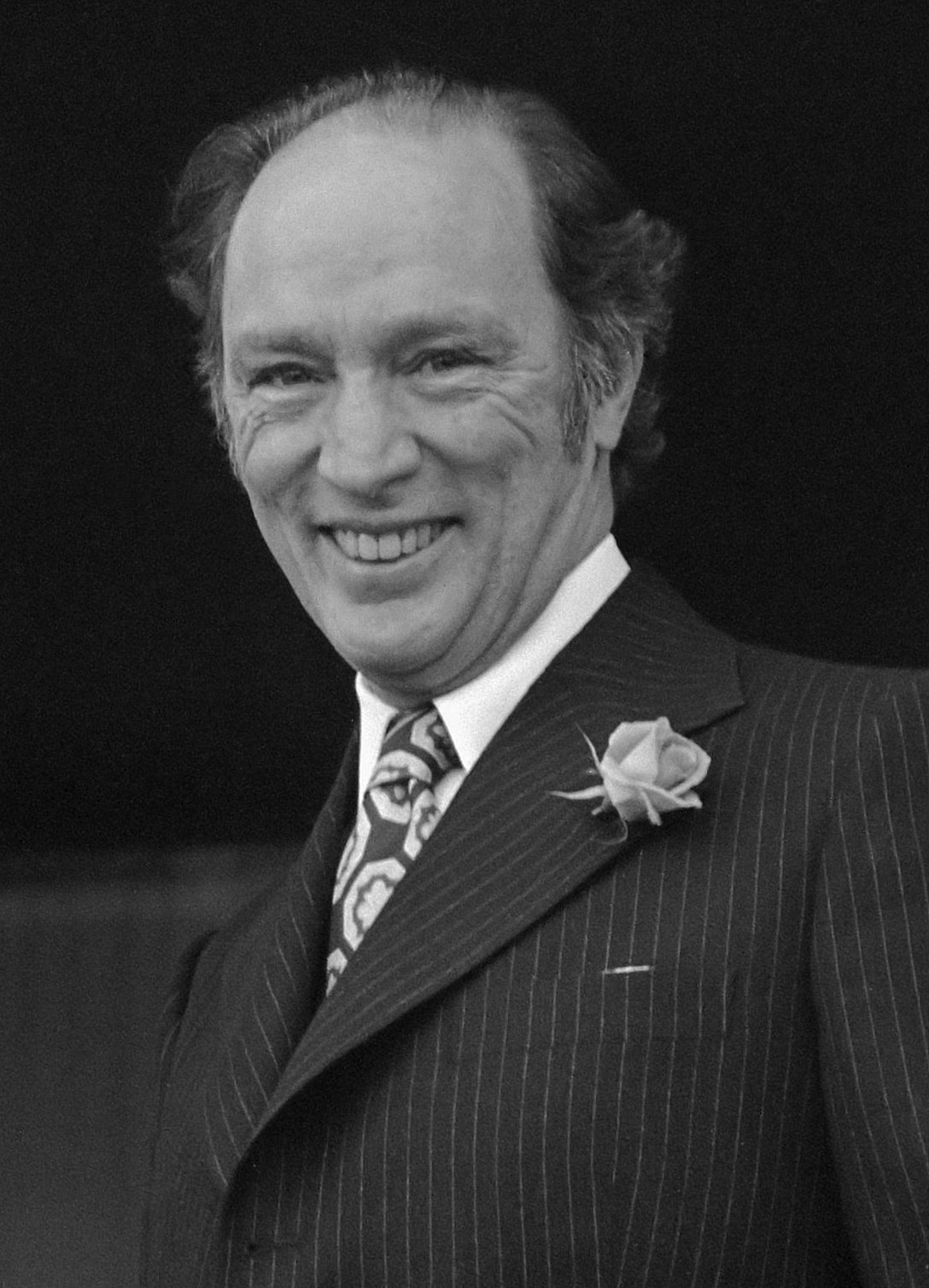
Pierre Trudeau (1975)

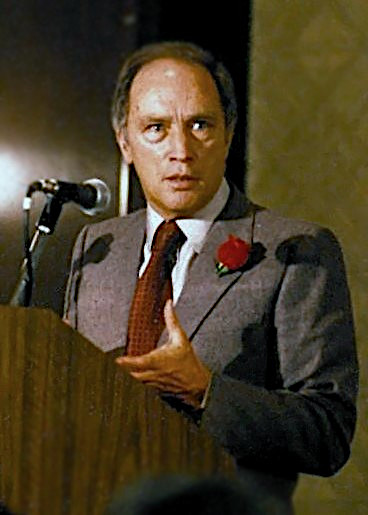
Pierre Trudeau (1980)

Joseph Philippe Pierre Yves Elliott Trudeau PC, CC, QC, CH, FSRC (* 18. Oktober 1919 in Montreal, Québec; † 28. September 2000 ebenda, üblicherweise Pierre Trudeau oder Pierre Elliott Trudeau genannt) war von 1968 bis 1979 und erneut von 1980 bis 1984 Premierminister von Kanada. Er gehörte der Liberalen Partei an. Sein ältester Sohn Justin Trudeau folgte ihm in seiner politischen Laufbahn und war vom 4. November 2015 bis zum 14. März 2025 ebenfalls Premierminister Kanadas.

## Biografie
Geboren wurde Pierre Trudeau in der Provinz Québec. Er besuchte das Jesuitenkolleg Jean de Brébeuf, die Universitäten von Montreal, Harvard und das Institut d’études politiques de Paris sowie die London School of Economics and Political Science. Das Studium schloss er als Jurist und Politikwissenschaftler ab. Er war 15 Jahre alt, als sein Vater Charles-Émile Trudeau 1935 starb.
Während des Zweiten Weltkriegs trat Trudeau als Student dem Canadian Officers' Training Corps (COTC) bei, das während der Semesterzeit in der örtlichen Waffenkammer in Montreal trainierte und jeden Sommer eine weitere Ausbildung im Camp Farnham absolvierte.
Der 1940 erlassene National Resources Mobilization Act legte fest, dass Wehrpflichtige nicht gezwungen werden konnten, außerhalb Kanadas zu dienen. Das Parlament hob diese Einschränkung 1942 auf. 
1944 trat Trudeau als Jurist und Politikwissenschaftler in die Anwaltskammer von Québec ein.
1961 erhielt er eine Professorenstelle an der Universität Montreal.
Für seine Partei, die Liberale Partei Kanadas, errang Pierre Trudeau bei der Unterhauswahl 1965 einen Sitz im kanadischen Unterhaus.
1967 wurde er Justizminister im Kabinett von Premierminister Pearson. Nach Pearsons Rücktritt wurde Trudeau am 20. April 1968 der 15. Premierminister Kanadas.
Bei der Unterhauswahl am 22. Mai 1979 erhielten die Liberalen nur 114 Unterhaussitze (nach 141 bei der Wahl zuvor) und die Progressiv-konservative Partei Kanadas (PC) 136 Sitze (plus 41).
Am 4. Juni 1979 wählte das Unterhaus Joe Clark (PC) zum Ministerpräsident.
Nach einer für die Progressiv-konservative Partei verlorenen Wahl übernahm Trudeau vom 3. März 1980 bis zu seinem Rückzug aus der Politik am 30. Juni 1984 erneut das Amt des Premierministers.
Als Kräfte der radikalen kanadischen Organisation Front de libération du Québec 1970 zwei Politiker entführten, ließ er in der sogenannten „Oktoberkrise“ das Kriegsrecht ausrufen.
Wegen einer beginnenden Parkinsonerkrankung zog sich Trudeau im Jahr 2000 vollständig aus der Öffentlichkeit zurück. Am 28. September 2000 starb er mit 80 Jahren an Krebs.
Mit seiner Frau Margaret Sinclair, mit der er seit 1971 verheiratet war, hatte Trudeau drei Söhne, Justin, ab 2015 amtierender und 23. Premierminister Kanadas, Alexandre und Michel. Michel starb 1998 bei einem Lawinenunglück. Das Ehepaar trennte sich 1977 und ließ sich 1984 scheiden. Mit der Rechtsanwältin und Politikerin Deborah Coyne hatte Trudeau 1991 seine einzige Tochter, Sarah Elisabeth Coyne.
Als eine seiner größten Aufgaben betrachtete Trudeau zeit seines Lebens die Einigung und Versöhnung der anglophonen und frankophonen Teile Kanadas. So war er auch Freund und Förderer der von ihm initiierten bilingualen Schulen. Seinem Einsatz ist es auch zu verdanken, dass das Streben der Provinz Québec nach Souveränität im Jahr 1980 beim Unabhängigkeitsreferendum am 20. Mai 1980  keine Mehrheit erhielt, sondern mit 59,6 % abgelehnt wurde.
Unter seiner Führung verabschiedete das Parlament 1982 die Kanadische Charta der Rechte und Freiheiten, in der unter anderem die Meinungsfreiheit, Gleichheit, Rechte der Ureinwohner, das Recht, eine der beiden kanadischen Amtssprachen zu benutzen und der Schutz des Multikulturalismus in der Verfassung verankert sind.

## Ehrungen
Die Keiō-Universität verlieh ihm 1976 die Ehrendoktorwürde. 1984 wurde Trudeau mit dem Albert-Einstein-Friedenspreis geehrt.
Die kanadische Bundesregierung ehrte Trudeau am 27. April 2001 für sein politisches Wirken und erklärte ihn zu einer „Person von nationaler historischer Bedeutung“.
Zum 1. Januar 2004 wurde der internationale Flughafen von Montreal (Aéroport Dorval) zu Ehren Pierre Elliott Trudeaus in Aéroport international Pierre-Elliott-Trudeau de Montréal umbenannt.
Die Internationale Grundschule Pierre Trudeau und das Internationale Gymnasium Pierre Trudeau in Barleben bei Magdeburg tragen seinen Namen.